# Trygve Braatøy
Trygve Braatøy, född 1904, död 12 oktober 1953, var en norsk läkare och författare.
Braatøy blev medicine doktor 1936 med avhandlingen Männer zwichen 15 und 25 Jahren (1934). Braatøy som var psykiater mottog starka intryck av Sigmund Freud. Han deltog i tidningar, särskilt Dagbladet och i tidskrifter utifrån psykoanalytisk och radikal politisk ståndpunkt med polemisk skärpa och stor stilistisk talang i den aktuella kulturdebatten i Norge. Bland hans verk märks förutom doktorsavhandlingen Livets cirkel (1929), ett bidrag till studiet av Knut Hamsuns diktning, Hinsides Freud (1931), Kjærlighet og åndsliv (1934), Unge menn (1936), Sorger og sinnslidelser (2 band 1937, svensk översättning 1939) och Tvil og tro (1940, svensk översättning 1941).